# Włodzimierz Olszewski (prawnik)
Włodzimierz Maria Olszewski (ur. 23 maja 1941 w Krakowie, zm. 5 października 2015 tamże) – polski prawnik, sędzia i adwokat, członek Kolegium Instytutu Pamięci Narodowej, drugi i zarazem ostatni rzecznik interesu publicznego.

## Życiorys
Syn Zdzisława i Zofii. Po ukończeniu studiów prawniczych podjął w 1964 pracę w sądownictwie. Był m.in. sędzią i przewodniczącym Wydziału II Karnego Sądu Apelacyjnego w Krakowie. W latach 80. przez sześć lat praktykował jako adwokat, później powrócił na stanowisko sędziowskie.
W latach 1981–1992 był uczestnikiem prac Centrum Obywatelskich Inicjatyw Ustawodawczych Solidarności.
W latach 1994–2002 zasiadał w Krajowej Radzie Sądownictwa. Był jej wiceprzewodniczącym (od 12 marca 1996 do 24 marca 1998), a następnie przewodniczącym od 16 kwietnia 1998 do 18 marca 2002.
W latach 1999–2006 z rekomendacji KRS zasiadał w Kolegium Instytutu Pamięci Narodowej. Przeciwko jego kandydaturze głosowała część posłów AWS z uwagi na jego wcześniejsze wypowiedzi, w których opowiadał się przeciwko utworzeniu sądu lustracyjnego. W styczniu 2005 został powołany przez pierwszego prezesa Sądu Najwyższego Lecha Gardockiego na urząd rzecznika interesu publicznego, zastępując na tym stanowisku Bogusława Nizieńskiego. Stanowisko to zajmował do czasu jego likwidacji w marcu 2007.
W 2002 odznaczony Krzyżem Komandorskim Orderu Odrodzenia Polski.
Został pochowany na cmentarzu Rakowickim.